# NGC 7104
NGC 7104 is een elliptisch sterrenstelsel in het sterrenbeeld Steenbok. Het hemelobject werd in 1886 ontdekt door de Amerikaanse astronoom Frank Muller.

## Synoniemen
- ESO 531-18
- NPM1G -22.0351
- AM 2137-225
- PGC 67137